# Clairefontaine-en-Yvelines
Pour les articles homonymes, voir Clairefontaine.
Clairefontaine-en-Yvelines est une commune française située dans le département des Yvelines en région Île-de-France.

## Géographie

### Situation
Vaste commune presque entièrement boisée, Clairefontaine-en-Yvelines est partie intégrante de la forêt de Rambouillet.
Elle est incluse dans le périmètre du parc naturel régional Haute Vallée de Chevreuse.
Les communes limitrophes sont  Bullion, La Celle-les-Bordes, Rambouillet, Saint-Arnoult-en-Yvelines, Sonchamp et Vieille-Église-en-Yvelines.

### Hydrographie
La commune est arrosée par la Rabette, affluent de la Rémarde.

### Communes voisines
Les communes voisines sont : La Celle-les-Bordes au nord-est, de Bullion à l'est, de Saint-Arnoult-en-Yvelines au sud-est, de Sonchamp à l'ouest, de Rambouillet au nord-ouest et de Vieille-Église-en-Yvelines au nord.

### Transports et voies de communications

#### Bus
La commune est desservie par la ligne 4 du réseau de bus Centre et Sud Yvelines.

#### Sentier de randonnée
Le sentier de grande randonnée GR 1 fait des incursions sur le territoire de la commune.

### Climat
Pour des articles plus généraux, voir Climat de l'Île-de-France et Climat des Yvelines.
En 2010, le climat de la commune est de type climat océanique dégradé des plaines du Centre et du Nord, selon une étude du CNRS s'appuyant sur une série de données couvrant la période 1971-2000. En 2020, Météo-France publie une typologie des climats de la France métropolitaine dans laquelle la commune est exposée à un climat océanique altéré et est dans la région climatique Sud-ouest du bassin Parisien, caractérisée par une faible pluviométrie, notamment au printemps (120 à 150 mm) et un hiver froid (3,5 °C).
Pour la période 1971-2000, la température annuelle moyenne est de 10,6 °C, avec une amplitude thermique annuelle de 15 °C. Le cumul annuel moyen de précipitations est de 653 mm, avec 10,8 jours de précipitations en janvier et 8 jours en juillet. Pour la période 1991-2020, la température moyenne annuelle observée sur la station météorologique la plus proche, située sur la commune de Choisel à 12 km à vol d'oiseau, est de 11,1 °C et le cumul annuel moyen de précipitations est de 709,1 mm,. Pour l'avenir, les paramètres climatiques de la commune estimés pour 2050 selon différents scénarios d'émission de gaz à effet de serre sont consultables sur un site dédié publié par Météo-France en novembre 2022.

## Urbanisme

### Typologie
Au 1er janvier 2024, Clairefontaine-en-Yvelines est catégorisée commune rurale à habitat dispersé, selon la nouvelle grille communale de densité à sept niveaux définie par l'Insee en 2022.
Elle est située hors unité urbaine. Par ailleurs la commune fait partie de l'aire d'attraction de Paris, dont elle est une commune de la couronne,. Cette aire regroupe 1 929 communes,.

### Occupation des sols simplifiée
Le territoire de la commune se compose en 2017 de 91,91 % d'espaces agricoles, forestiers et naturels, 5,03 % d'espaces ouverts artificialisés et 3,06 % d'espaces construits artificialisés.

### Occupation des sols détaillée
Le tableau ci-dessous présente l'occupation des sols de la commune en 2018, telle qu'elle ressort de la base de données européenne d’occupation biophysique des sols Corine Land Cover (CLC).
| Type d’occupation                             | Pourcentage | Superficie (en hectares) |
| --------------------------------------------- | ----------- | ------------------------ |
| Tissu urbain discontinu                       | 3,0%        | 52                       |
| Équipements sportifs et de loisirs            | 0,7%        | 12                       |
| Prairies et autres surfaces toujours en herbe | 4,8%        | 83                       |
| Systèmes culturaux et parcellaires complexes  | 2,5%        | 44                       |
| Forêts de feuillus                            | 66,0 %      | 1143                     |
| Forêts de conifères                           | 18,1 %      | 314                      |
| Forêts mélangées                              | 2,5%        | 44                       |
| Forêt et végétation arbustive en mutation     | 2,3%        | 40                       |
| Source : Corine Land Cover                    |             |                          |

## Toponymie
Le nom de la localité est attesté sous les formes de Clarofonte en 1203, Clarumfontem en 1243 et Clérefontaine[Quand ?].
Il s'agit d'une formation toponymique médiévale composée avec l'adjectif d'oïl clair, suivi de fontaine également en langue d'oïl. L'antéposition de l'adjectif clair n'a rien de poétique mais correspond à la syntaxe ancienne de la langue d'oïl, où elle était plus fréquente qu'aujourd'hui. Clair est souvent associé à un élément aqueux, comme dans Clairegoutte (Haute-Saône, Clara Gutta XIVe siècle), Clairmarais (Pas-de-Calais, Claromaresc 1145) ou Clarbec (Calvados, Clerbec XIVe siècle, composé avec le normannique bec « ruisseau »).
Le français fontaine qui n'est pas attesté avant le XIIe siècle, remonte au bas latin fontana « source, fontaine », forme substantivée de l'adjectif fontanus dérivé du nom commun latin fōns, fontis « source, fontaine », d'où les latinisations médiévales en -fonte(m) au lieu de -fontana.
Le déterminant locatif du département « -en-Yvelines », marque, aussi, ainsi son attachement à la région naturelle de l'Yveline,.

## Histoire
- Les eaux pures et abondantes pré-destinaient à l'occupation de ce territoire[19].
- Siège de deux monastères au XIIe siècle : l'abbaye Saint-Rémi-des-Landes (femmes) et l'abbaye Notre-Dame-de-Clairefontaine (hommes)[20], visible sur la carte de Cassini de 1757.
- 1988 : installation du centre de formation de la Fédération française de football.

## Politique et administration

### Liste des maires
| Période                                  | Période  | Identité           | Étiquette | Qualité |
| ---------------------------------------- | -------- | ------------------ | --------- | ------- |
| Les données manquantes sont à compléter. |          |                    |           |         |
| 1949                                     | 1961     | Adolphe Boutillier | RGR       |         |
| 1989                                     | 2014     | Daniel Degarne     |           |         |
| 2014                                     | En cours | Jacques Troger     |           |         |

## Population et société

### Démographie

#### Évolution démographique
L'évolution du nombre d'habitants est connue à travers les recensements de la population effectués dans la commune depuis 1793. Pour les communes de moins de 10 000 habitants, une enquête de recensement portant sur toute la population est réalisée tous les cinq ans, les populations de référence des années intermédiaires étant quant à elles estimées par interpolation ou extrapolation. Pour la commune, le premier recensement exhaustif entrant dans le cadre du nouveau dispositif a été réalisé en 2006.

En 2022, la commune comptait 851 habitants, en évolution de +2,28 % par rapport à 2016 (Yvelines : +2,72 %, France hors Mayotte : +2,11 %).
| 1793 | 1800 | 1806 | 1821 | 1831 | 1836 | 1841 | 1846 | 1851 |
| ---- | ---- | ---- | ---- | ---- | ---- | ---- | ---- | ---- |
| 400  | 444  | 469  | 365  | 481  | 506  | 484  | 515  | 523  |

| 1856 | 1861 | 1866 | 1872 | 1876 | 1881 | 1886 | 1891 | 1896 |
| ---- | ---- | ---- | ---- | ---- | ---- | ---- | ---- | ---- |
| 492  | 487  | 570  | 538  | 527  | 462  | 480  | 485  | 492  |

| 1901 | 1906 | 1911 | 1921 | 1926 | 1931 | 1936 | 1946 | 1954 |
| ---- | ---- | ---- | ---- | ---- | ---- | ---- | ---- | ---- |
| 445  | 412  | 411  | 359  | 367  | 390  | 311  | 302  | 344  |

| 1962 | 1968 | 1975 | 1982 | 1990 | 1999 | 2006 | 2011 | 2016 |
| ---- | ---- | ---- | ---- | ---- | ---- | ---- | ---- | ---- |
| 395  | 496  | 437  | 504  | 652  | 800  | 791  | 808  | 832  |

| 2021 | 2022 | - | - | - | - | - | - | - |
| ---- | ---- | - | - | - | - | - | - | - |
| 840  | 851  | - | - | - | - | - | - | - |

#### Pyramide des âges
En 2018, le taux de personnes d'un âge inférieur à 30 ans s'élève à 29,5 %, soit en dessous de la moyenne départementale (38,0 %). À l'inverse, le taux de personnes d'âge supérieur à 60 ans est de 30,5 % la même année, alors qu'il est de 21,7 % au niveau départemental.
En 2018, la commune comptait 384 hommes pour 441 femmes, soit un taux de 53,45 % de femmes, largement supérieur au taux départemental (51,32 %).
Les pyramides des âges de la commune et du département s'établissent comme suit.
| Hommes | Classe d’âge | Femmes |
| ------ | ------------ | ------ |
| 1,1    | 90 ou +      | 5,5    |
| 7,2    | 75-89 ans    | 8,8    |
| 20,3   | 60-74 ans    | 18,1   |
| 26,9   | 45-59 ans    | 20,8   |
| 17,0   | 30-44 ans    | 15,6   |
| 12,8   | 15-29 ans    | 15,3   |
| 14,7   | 0-14 ans     | 16,0   |

| Hommes | Classe d’âge | Femmes |
| ------ | ------------ | ------ |
| 0,6    | 90 ou +      | 1,4    |
| 6      | 75-89 ans    | 7,8    |
| 13,5   | 60-74 ans    | 14,8   |
| 20,7   | 45-59 ans    | 20,1   |
| 19,6   | 30-44 ans    | 19,9   |
| 18,5   | 15-29 ans    | 16,8   |
| 21,2   | 0-14 ans     | 19,2   |

### Sports

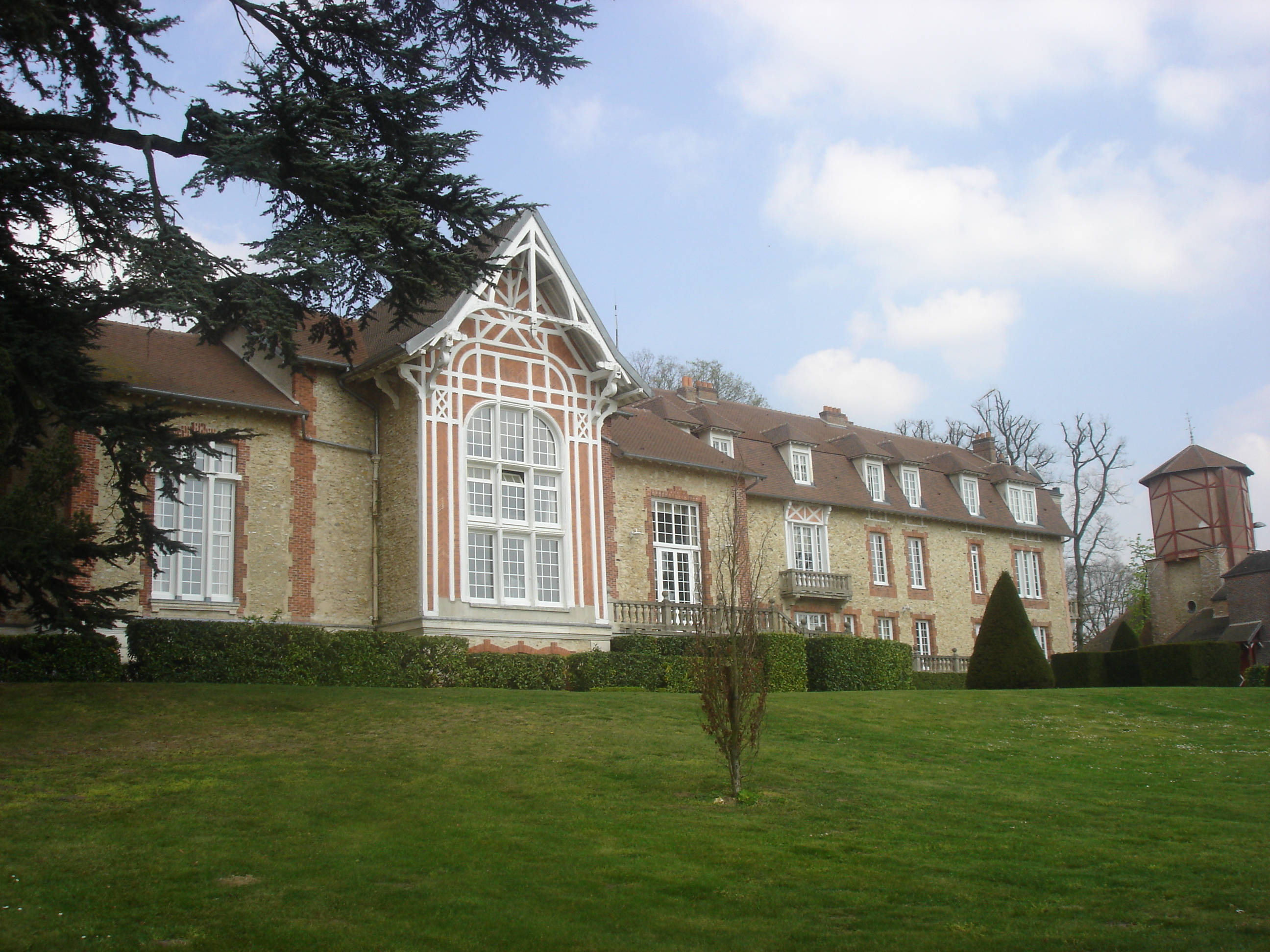
Centre technique national Fernand-Sastre.

Clairefontaine-en-Yvelines accueille l'Institut national du football aussi appelé Centre technique national Fernand-Sastre de la Fédération française de football, installé dans le domaine de Montjoye de l'ancienne abbaye d'hommes.

### Cultes
Clairefontaine a deux lieux de cultes chrétiens : un catholique et un orthodoxe.

#### Culte catholique
- Du groupement paroissial de Saint-Arnoult-en-Yvelines, l'église Saint-Nicolas, route de la Celle, a une messe qui y est célébrée un samedi par mois et chaque mardi[27].

#### Culte orthodoxe
- La Communauté Saint-Alexis-d’Ugine, 10, rue de Rambouillet, est une paroisse autrefois dépendante de l'archevêché des églises orthodoxes russes en Europe occidentale, une juridiction du patriarcat œcuménique de Constantinople dont l'archevêque a décidé en septembre 2019 de rejoindre le patriarcat de Moscou. Comme d'autres paroisses refusant cette décision, elle est depuis fin 2019, et à la suite d'un vote des paroissiens, rattachée au Vicariat de tradition russe auprès de la Métropole de France[28], ce qui lui permet de rester fidèle au patriarcat de Constantinople.

## Culture locale et patrimoine

### Lieux et monuments
- L’église Saint-Nicolas : construction moderne en pierre meulière édifiée en 1902.
- Le château de Montjoye, XIXe siècle : pendant la Première Guerre mondiale, il servit à héberger des blessés ; aujourd’hui il abrite l'Institut national du football (Centre technique national de la FFF).
- Le château de la Voisine : propriété du groupe Pernod-Ricard qui sert de centre de séminaires.
- L'ancienne abbaye de Saint-Rémy-des-Landes, fondée au VIe siècle par sainte Scariberge, puis refondée, après une période d'abandon, par l'évêque de Chartres Robert II en 1160. L'abbaye est alors bénédictine. Elle est transférée en 1770 dans les bâtiments du prieuré de Louye (Les Granges-le-Roi, Essonne)[29]. De cette abbaye, il ne reste rien aujourd'hui.
- Le château de Saint-Rémy-des-Landes : construit en 1830 à l'emplacement de l'ancienne abbaye de Saint-Rémy-des-Landes et, depuis au moins 2018, propriété du milliardaire français Bernard Arnault[30]. 48° 37′ 00″ N, 1° 52′ 50″ E
- L'ancienne abbaye augustinienne Notre-Dame-de-Clairefontaine, fondée en 1160[31].
- Le lavoir de l'étang.
- Le lavoir de Vilgris.

Lieux et monuments
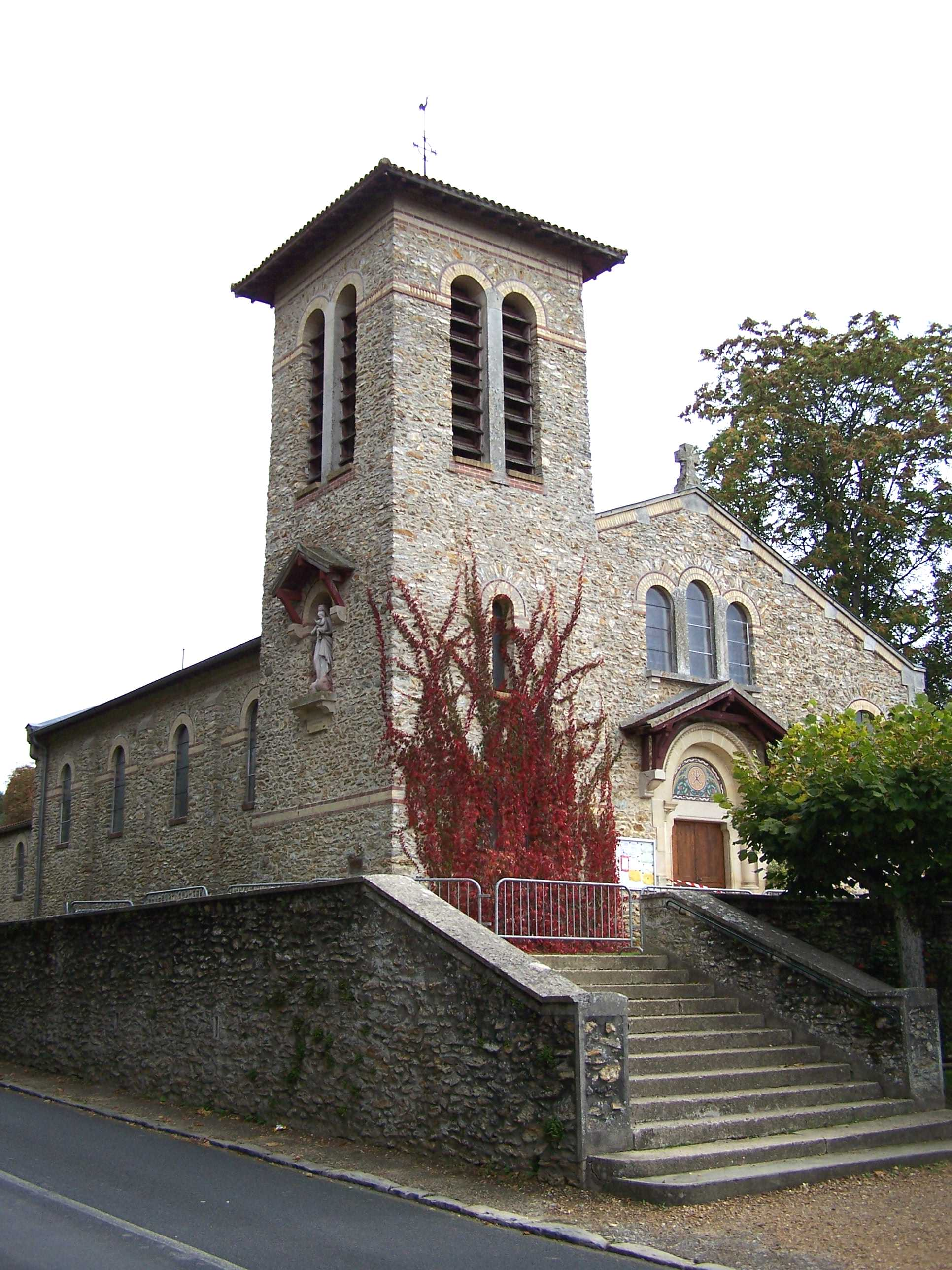
L'église Saint-Nicolas.
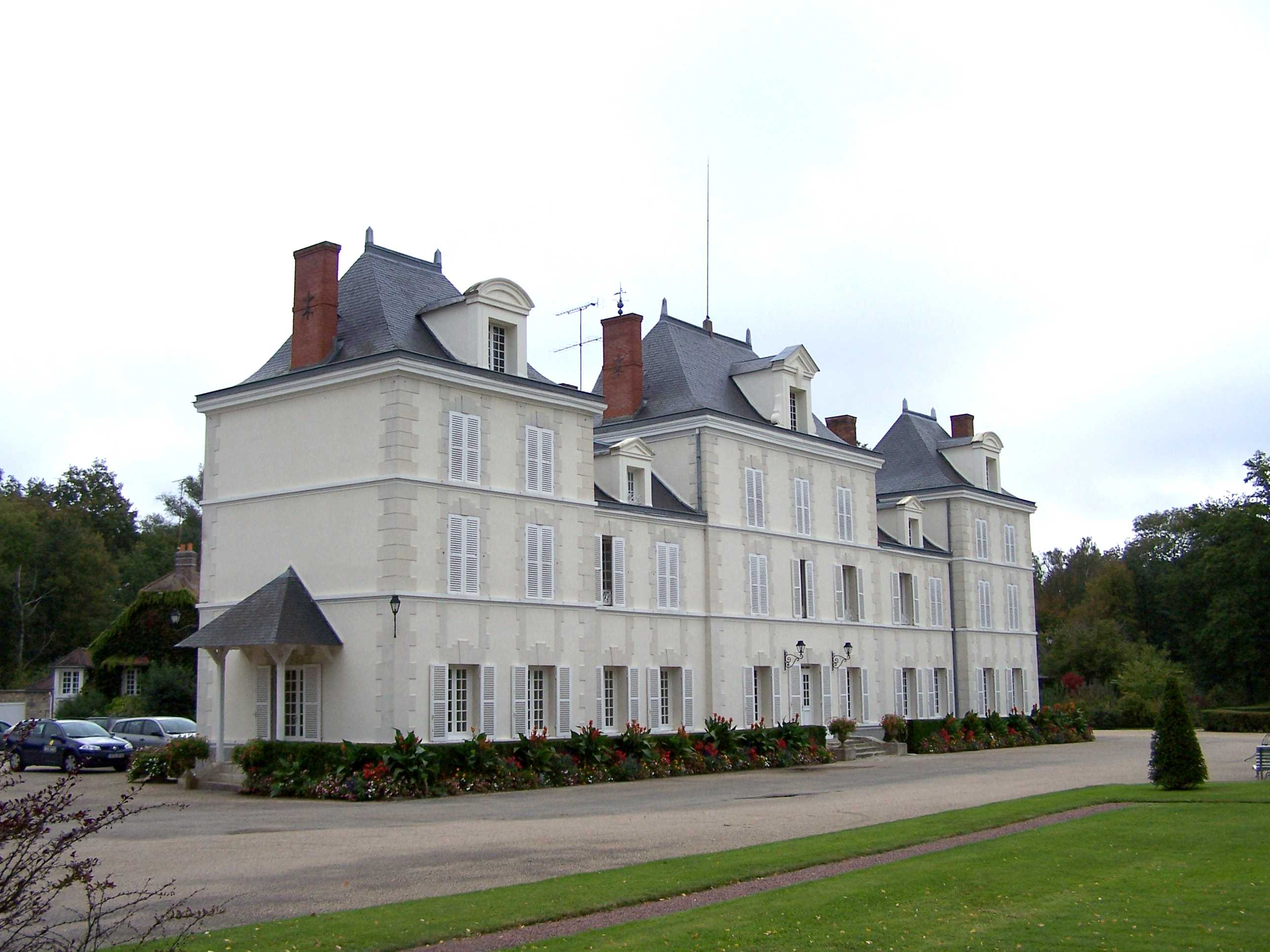
Le château de la Voisine.
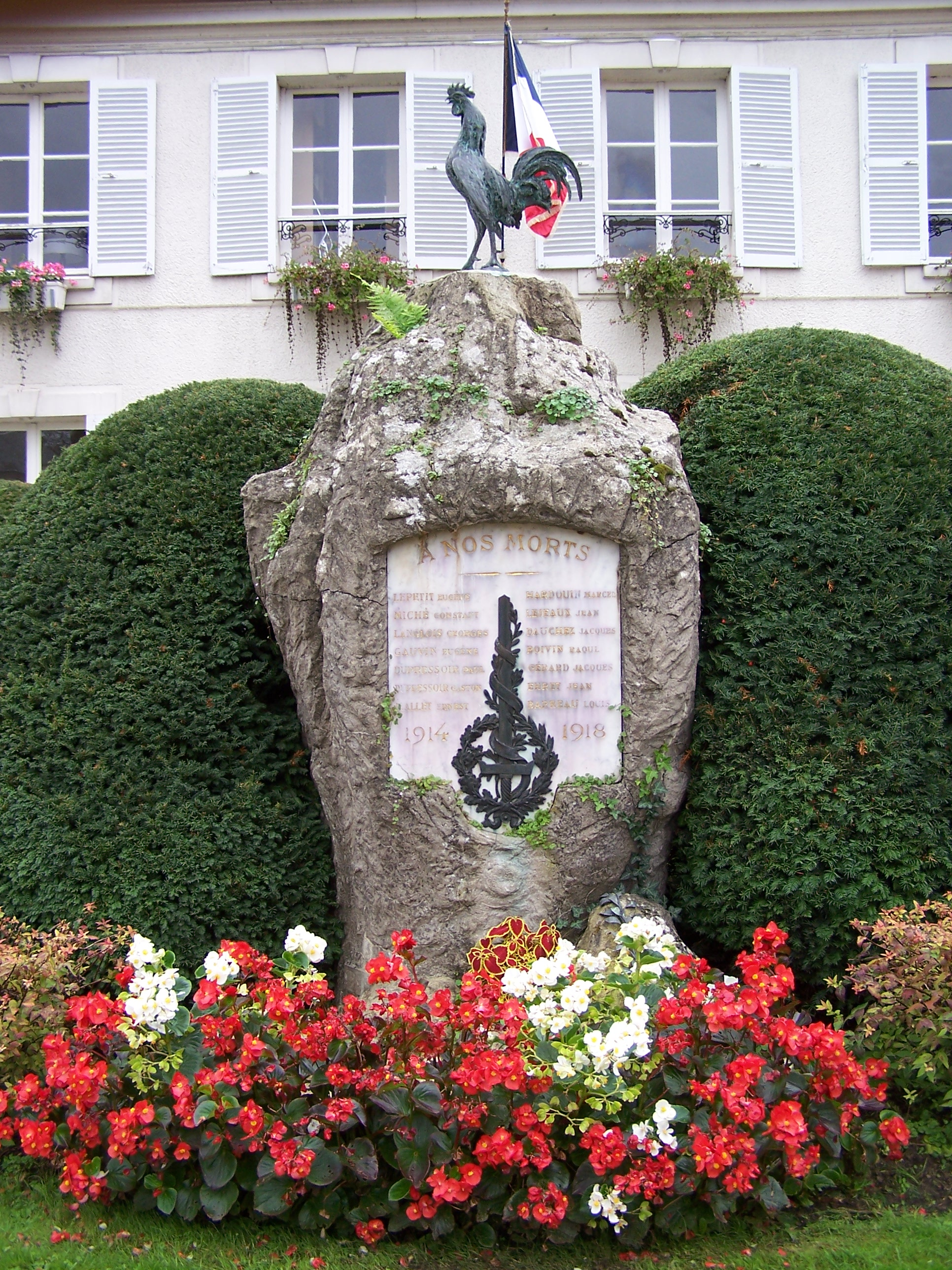
Le monument aux morts.

### Personnalités liées à la commune
De nombreuses personnalités sont liées à Clairefontaine,,
- Lord Henry Noailles Widdrington Standish (1847-1920) et son épouse Lady Hélène Standish née de Pérusse des Cars (1847-1933), propriétaires du château de Montjoye à Clairefontaine, de 1895 à 1920[35],[36] ;
- André Lazard (1869-1931), banquier associé au groupe financier Lazard, propriétaire du château de Montjoye à Clairefontaine, de 1920[37] à 1931 ;
- Caran d'Ache (né Emmanuel Poiré, 1858-1909), caricaturiste et dessinateur français, est enterré dans le cimetière communal ;
- Sergueï Rachmaninov (1873-1943), compositeur russe, a résidé à Clairefontaine de 1929 à 1932 dans la villa Le Pavillon (aujourd'hui disparue pour laisser place à un lotissement situé rue du Pavillon). Il y composa notamment les Variations sur un thème de Corelli ;
- Édouard Daladier (1884-1970), homme politique français, président du Conseil dans les années 1930, a résidé à Clairefontaine ;
- Marc Chagall (1887-1985), peintre russo-français, s’y est marié en 1957 ;
- Jean Alavoine (1888-1943), coureur cycliste français y est inhumé.
- Paul Belmondo (1898-1982), sculpteur français, a résidé à Clairefontaine avec son fils Jean-Paul pendant l'occupation allemande[38] ;
- Germaine Acremant (1889-1986), romancière française, est enterrée à Clairefontaine ;
- Pierre Auger (1899-1993), physicien (physique atomique et nucléaire, rayons cosmiques, effet Auger, Pierre Auger Cosmic Ray Observatory en Argentine), est enterré au cimetière de Clairefontaine aux côtés de son épouse Suzanne, morte en 1988 à l’âge de 91 ans.
- Georges Wilson (1921-2010), acteur français, a vécu à Clairefontaine avec son fils Lambert, également acteur ; il est inhumé dans le cimetière communal ;
- Jack Pinoteau (1923-2017), réalisateur français, y est né.
- Bernard Arnault, homme d’affaires milliardaire, y réside depuis l’été 2018 (propriétaire du château de Saint-Rémy-des-Landes).

### Héraldique
| Blason de Clairefontaine-en-Yvelines | Blason  | D'azur à la fontaine d'argent surmontée de trois étoiles d'or rangées en chef. |
| Blason de Clairefontaine-en-Yvelines | Détails | Le statut officiel du blason reste à déterminer.                               |